# Alfa-čestica
Alfa-čestica ili α-čestica je jezgra atoma helija složena od dvaju protona i dvaju neutrona. Zato je njezina masa (6,644 · 10−27 kg, relativna atomska masa 4,001 506) približno četiri puta veća od mase protona, električni naboj pozitivan, a po iznosu jednak naboju dvaju elektrona. Izbacivanjem brzih alfa-čestica (pri radioaktivnom raspadu) atomske jezgre nekih kemijskih elemenata prelaze (s vremenom poluraspada u rasponu od 10−7 sekundi do 1010 godina) u atome kojima je atomski broj umanjen za 2, a maseni broj za 4. Roj brzih alfa-čestica čini alfa-zračenje. Alfa-čestica se od jezgre helija se razlikuje samo svojom velikom brzinom gibanja. Najčešća kinetička energija alfa-čestice je 5 MeV, odnosno brzina 15 000 km/s. Označava se He2+ ili 24He2+. Ukupan spin alfa-čestice je nula, pa je ona bozon.
Prirodno nastaje alfa raspadom radioaktivnih atomskih jezgri. Kinetička energija (brzina gibanja) alfa-čestice ovisi o atomskoj jezgri iz koje je emitirana pa je, na primjer, doseg alfa-čestice emitirane iz bizmuta-283, u zraku pri normalnom tlaku i sobnoj temperaturi, 4,7 cm, a iz polonija-218 je 8,5 cm. Struja alfa-čestica (alfa-zračenje) vrlo brzo gubi kinetičku energiju zbog jakog ionizirajućeg djelovanja i ne prodire duboko u tvar (zaustavlja ju običan list papira).
Masa alfa čestice je 6,644 656 × 10−27 kg, što odgovara anihilacijskoj energiji od 3,72738 GeV. Alfa-čestice se šire brzinom od oko 1/20 brzine svjetlosti, što je dovoljno sporo da mogu relativno dugo međudjelovati s materijom. Zato imaju jako ionizirajuće djelovanje. Zbog svoje će se veličine brzo sudariti s nekim od atoma i izgubiti energiju, pa im je doseg mali (nekoliko cm), a zaustavlja ih već koža ili komad papira. No, ako se unesu u tijelo hranom ili udisanjem, mogu biti opasne zbog svog jakog ionizirajućeg djelovanja.

## Alfa-zračenje
Alfa-zračenje ili α-zrake je čestično ionizirajuće zračenje koja se sastoji od roja brzih alfa-čestica (brzine reda 1,6 · 106 m/s) izbačenih iz teških atomskih jezgara radioaktivnim alfa-raspadima. Utvrdio ga je E. Rutherford 1898. Otklonom alfa-zračenja u električnom i magnetskom polju prepoznata su mnoga njegova svojstva (električni naboj, masa i brzina). U međudjelovanju alfa-zračenja i kemijskih tvari dolazi do izmjene energije i izmjene strukture ozračene tvari. Primjerice, u zraku alfa-čestice mogu preći tek nekoliko centimetara.